# Sarah J. Maas
Sarah Janet Maas (* 5. März 1986 in New York City) ist eine US-amerikanische Schriftstellerin. Sie ist vor allem bekannt für ihren Romanzyklus Throne of Glass.

## Leben
Sarah Janet Maas wurde am 5. März 1986 in New York City, New York, geboren. Im Jahr 2008 schloss Maas ihr Studium mit Schwerpunkt kreatives Schreiben und Religionswissenschaften am Hamilton College in Clinton, Oneida County, New York, mit Magna cum laude ab. Maas ist verheiratet, hat einen Sohn und lebt in Pennsylvania.

## Karriere
Maas begann mit dem Schreiben ihres Debütromans Throne of Glass, als sie sechzehn Jahre alt war. Nachdem sie mehrere Kapitel des Romans (damals Queen of Glass) geschrieben hatte, veröffentlichte sie sie auf FictionPress.com, wo es zu einer der beliebtesten Geschichten auf der Website wurde. Es wurde später von der Seite entfernt, als sie beschloss, den Roman zu veröffentlichen. Die Handlung der Serie basiert auf dem Märchen Aschenputtel, mit der Prämisse: „Was wäre, wenn Aschenputtel keine Dienerin, sondern eine Attentäterin wäre? Und was wäre, wenn sie nicht auf dem Ball wäre, um den Prinzen zu treffen, sondern ihn zu töten?“
Im Jahr 2008 begann Maas, die Geschichte an verschiedene Agenten zu senden, bevor sie 2009 einen fand. Throne of Glass wurde im März 2010 von Bloomsbury Publishing gekauft, die später zwei weitere Bücher der Serie kauften. Die Serie ist in 15 Ländern und 23 Sprachen erhältlich. Mehrere Prequel-Novellen, die zwei Jahre vor dem ersten Roman spielen, wurden auch veröffentlicht. Im September 2015 wurde bekannt gegeben, dass die Mark Gordon Company die Fernsehrechte an Throne of Glass erworben hat. Das letzte Buch der Serie, Kingdom of Ash, wurde am 23. Oktober 2018 veröffentlicht.
A Court of Thorns and Roses, Maas zweite Serie, ist eine lose Nacherzählung von Die Schöne und das Biest. Das erste Buch der Trilogie wurde 2009 geschrieben, aber erst 2015 veröffentlicht. Die Serie soll verfilmt werden. Das dritte Buch der Serie, A Court of Wings and Ruin wurde am 2. Mai 2017 veröffentlicht.
Am 16. Mai 2018 kündigte Maas ihre dritte Fantasy-Serie für Erwachsene an. Der erste Band von Crescent City wurde im März 2020 im englischsprachigen Raum veröffentlicht und im September 2020 im deutschsprachigen Raum. Der zweite deutschsprachige Band erschien im Juni 2022 und der dritte Band im März 2024.
Im Juli 2024 wurden sechs Bücher der Autorin im Bundesstaat Utah an Schulen und Bibliotheken verboten.

## Auszeichnungen
- 2016, 2017, 2018: LovelyBooks Leserpreis in der Kategorie Jugendbuch für Das Reich der sieben Höfe
- 2020 LovelyBooks Leserpreis in der Kategorie Jugendbuch – Fantasy für Crescent City – Wenn das Dunkel erwacht[14]
- 2022 LovelyBooks Community Award Gold in der Kategorie Fantasy & Science Fiction für Crescent City – Wenn ein Stern erstrahlt (Deutsche Ausgabe)[15]

## Werke

### Throne of Glass
Serie
1. Throne of Glass ~ Die Erwählte. 2013, ISBN 978-3-423-76078-2. (Original: Throne of Glass. 2012.)
2. Throne of Glass ~ Kriegerin im Schatten. 2014, ISBN 978-3-423-76089-8. (Original: Crown of Midnight. 2013)
3. Throne of Glass ~ Erbin des Feuers. 2015, ISBN 978-3-423-71653-6. (Original: Heir of Fire. 2014)
4. Throne of Glass ~ Königin der Finsternis. 2016, ISBN 978-3-423-71707-6. (Original: Queen of Shadows. 2015)
5. Throne of Glass ~ Die Sturmbezwingerin. 2018, ISBN 978-3-423-71789-2. (Original: Empire of Storms. 2016)
6. Throne of Glass ~ Der verwundete Krieger. 2018, ISBN 978-3-423-71807-3. (Original: Tower of Dawn. 2017)
7. Throne of Glass ~ Herrscherin über Asche und Zorn. 2019, ISBN 978-3-423-71820-2. (Original: Kingdom of Ash. 2018)

Begleitbücher
- Throne of Glass ~ Celaenas Geschichte. 2017, ISBN 978-3-423-71758-8. (Original: The Assassin's Blade. 2014)
- Throne of Glass ~ Coloring Book (2016)
- The World of Throne of Glass (2019)

### Das Reich der Sieben Höfe
Serie
1. Das Reich der sieben Höfe ~ Dornen und Rosen. 2017, ISBN 978-3-423-76163-5. (Original: A Court of Thorns and Roses. 2015)
2. Das Reich der sieben Höfe ~ Flammen und Finsternis. 2017, ISBN 978-3-423-76182-6. (Original: A Court of Mist and Fury. 2016)
3. Das Reich der sieben Höfe ~ Sterne und Schwerter. 2018, ISBN 978-3-423-76206-9. (Original: A Court of Wings and Ruin. 2017)
4. Das Reich der sieben Höfe ~ Frost und Mondlicht. 2019, ISBN 978-3-423-76251-9. (Original: A Court of Frost and Starlight. 2018)
5. Das Reich der sieben Höfe ~ Silbernes Feuer. 2021, ISBN 978-3-423-76334-9. (Original: A Court of Silver Flames. 2021)

Begleitbücher
- A Court of Thorns and Roses Coloring Book (2017)

### Crescent City
1. Crescent City. Wenn das Dunkel erwacht. 2020, ISBN 978-3-423-76296-0. (Original: House of earth and blood. 2020)
2. Crescent City 2. Wenn ein Stern erstrahlt. 2022 (Original: House of sky and breath. 2022. ISBN 978-1-408-88442-3)
3. Crescent City 3. Wenn die Schatten sich erheben. 2024 (Original: House of flame and shadow. 2024. ISBN 978-1635574104)

### Andere
- Catwoman – Diebin von Gotham City. 2018, ISBN 978-3-423-76227-4. (Original: Catwoman: Soulstealer. 2018)